# Vladimir oblast
Vladimir oblast (russisk: Владимирская область, tr. Vladimirskaja oblast) er en af 46 oblaster i Den Russiske Føderation. Den ligger 66 km øst for Moskvas centrum. Oblasten har et areal på 29.084 km² og 1.309.942 (2024) indbyggere. Det administrative center er den middelalderlige russiske hovedstad, Vladimir, der ligger 190 kilometer øst for den nuværende hovedstad, Moskva. Med  indbyggere er Vladimir oblastens største by. Andre større byer i oblasten er Kovrov, der har 127.831 (2025) indbyggere, Murom med 104.078 (2025) indbyggere og Aleksandrov, der har 57.053 (2021) indbyggere.

## Historie
Området, hvor den nutidige Vladimir oblast ligger, har været beboet siden oldtiden. De ældste kendte spor af menneskelig bosættelse dateres til ældste stenalder. En Homo Sapiens beboelse ved Sungir dateres tilbage til 25.000 fvt. Arkæologiske udgravninger af volgafinske bosættelser dokumenterer befolkningens finsk-ugriske rødder.
Fra 900-tallet indvandrede slaviske folkeslag til Murom og Suzdal og det nuværende Vladimir oblasts område blev en del af det gamle russisktalende område. I 1000-tallet blev området en del af Rostov-Suzdal fyrstendømme og i 1100-tallet Storfyrstendømmet Vladimir-Suzdal. Vladimir-området udviklede sig hurtigt i midten af 1100-tallet under Jurij Dolgorukijs og Andrej Bogoljubskijs styre.

## Geografi
Vladimir oblast grænser mod vest op til Moskva oblast, mod nordvest til Jaroslavl oblast, mod nord til Ivanovo oblast, mod syd til Rjasan oblast og mod øst op til Nisjnij Novgorod oblast. Oblasten ligger centralt på den Østeuropæiske Slette og floderne Kljazma og Oka er de vigtigste floder i Vladimir oblast.